# ゆうべに
ゆうべには熊本県が開発したイチゴの品種熊本VS03の愛称。漢字で標記すると熊紅となる。

## 特徴
熊本VS03はさがほのかと同じ程度かやや早い早世性をもち、収量もさがほのかと同等以上である。炭疽病に対する耐性はとよのか、ひのしずく、さちのかよりも強い。
1個の平均果重は17.6グラムと大果でひのしずくと同程度。糖度はさがほのかと同程度であるが、酸度はさがほのか、ひのしずくよりやや高い。

## 開発と普及の経緯
熊本県ではイチゴは農業振興の上で重要な品目ではあるが農家所得が十分に得られないことから、生産者の高齢化などにより、2002年の336ヘクタールをピークに栽培面積は減少傾向にあった。そこで、収益性の高い品種を目標として育成が行われた。
着色と食味が良く多収である系統「07-13-1」を種子親に、かおり野を花粉親としてできた系統「11-24-2」を選別したものを「熊本VS03」と名付けた。
「ゆうべに」の名称は一般公募を経て決定した。熊本の「熊（ゆう）」とイチゴの「紅（べに）色」から採られている。
現地優良事例をマニュアル化し、経験年数3年以内の若手普及指導員の人材育成を行うと共に、「いちご振興プロジェクト会議」や「野菜振興対策会議」に普及指導員を派遣するなどえ、農業者、JA、研究機関、県行政、民間企業等の関係者を結びつけると共に、新品種への転換を推進した結果、2015年と2018年とで栽培面積で37倍の82ヘクタール、栽培品種のシェア率は47パーセント、栽培個数は24倍の436戸に増大、増加した。また、農家の売上も10アールあたり12%以上増額し、安定して10アールあたり500万円以上を確保できるようになった。